# Shotei Hanevuah
Shoteh HaNevuoh (en hebreo שוטי הנבואה; Locos de la Profecía) fue una banda de música israelí que estuvo en activo entre 1998 y 2007. El estilo caracterizábase por influencias de otros grupo étnicos, rap, reggae y música jamaicana, cuya influencia también se observa en las imágenes visuales y en el contenido. La banda tendía a incorporar humor en sus canciones y algunas piezas instrumentales. Fue nombrado como la banda israelí del año 2005, y en ese mismo año hizo una gira por Estados Unidos tocando en institutos y colegios.
Shotei Hanevua rompiose el 12 de agosto de 2007. El cantante Avraham Tal continuó su carrera en solitario. Mientras tanto, algunos de sus miembros siguieron tocando juntos bajo el nombre «Pshutei Ha'am».

## Discografía

### Álbumes
- 2000 Shotei Hanevua (Helicon)
- 2004 Mechapseem Et Dorrot (Helicon)